# Conceição Matos
Maria da Conceição Rodrigues de Matos, conhecida como Conceição Matos (São Pedro do Sul, 1936) é uma activista política revolucionária comunista e anti-fascista portuguesa, militante do Partido Comunista Português. Prisioneira política torturada pelo regime do Estado Novo.

## Biografia

### Infância
Conceição Matos nasceu em São do Pedro Sul, no distrito de Viseu, em 1936. Três anos depois, a família foi viver para o Bairro das Palmeiras, no Barreiro. Após terminar a quarta classe, deixou de estudar e foi trabalhar. Trabalhou como costureira e lavou garrafas numa fábrica de pirolitos. Trabalhou também numa fábrica de cortiça, onde a sua função era espaldar a cortiça e, durante um breve período, trabalhou na CUF, como a sua família.  O seu pai era operário, bem como as irmãs e o irmão, Alfredo Matos. 
Alfredo Matos foi preso no Aljube pela PIDE quando Conceição Matos tinha 18 anos. Por causa desse acontecimento, Conceição Matos aderiu à causa antifascista, iniciando a sua atividade política no MUD-Juvenil.  Na década de 50, conheceu aquele que viria a tornar-se seu marido, Domingos Abrantes, e tornou-se militante do Partido Comunista Português.

### Funcionária do Partido Comunista Português
Em 1963, tornou-se funcionária do partido, vivendo com Domingos Abrantes na clandestinidade durante vários anos. Na clandestinidade, Conceição Matos adotou vários nomes, entre eles: Marília, Maria Helena e Benvinda. As suas funções eram as de distribuir o jornal Avante!, escrever materiais de propaganda, vigiar e cuidar das casas onde ela e Domingos Abrantes moraram.

### Prisioneira política

#### Primeira Prisão
No dia 21 de Abril de 1965, Conceição Matos e Domingos Abrantes foram presos na casa onde residiam, no Montijo, pela PIDE e guardas da Guarda Nacional Republicana (GNR). Acusada de desenvolver atividades contra a segurança nacional, ficou proibida de receber visitas durante um mês, de fazer exercícios ao ar livre e os seus direitos políticos foram suspensos. Ficou um ano e meio em prisão preventiva na prisão de Caxias.  
Durante o período em que esteve presa foi interrogada e torturada na sede da PIDE, na Rua António Maria, por vários inspetores e agentes, entre eles o inspector Tinoco e a agente Madalena.  Foi submetida à tortura do sono, proibida de ir à casa de banho, as necessidades eram limpas com a sua própria roupa, foi espancada, fotografada e exibida nua aos agentes da polícia política. . Na prisão, aprendeu o código de batidas utilizado pelos presos para comunicarem uns com os outros e foi assim que ficou a saber que o marido ainda estava preso. 

#### Segunda Prisão
Em 1968, foi novamente presa, à porta do seu trabalho. Foi enviada para a prisão de Caxias e isolada dos outros presos. Voltou a ser torturada, até ser libertada, em meados de 1969. Ao sair, apanhou um táxi e foi o taxista que a informou da morte de Salazar e da subida ao poder de Marcelo Caetano. Conceição Matos e Domingos Abrantes casaram em 1969 na prisão de Peniche. 
Após sair da prisão, deu continuidade ao trabalho que realizava na Comissão Nacional de Socorro aos Presos Políticos, até 1973, ano em que o marido foi libertado da prisão e saíram do país. Foram para Paris, em 1974, onde trabalharam para o PCP, do qual ambos eram funcionários.

### Depois da Revolução dos Cravos
O 25 de Abril (Revolução dos Cravos) aconteceu dois meses após a chegada de Conceição Matos e Domingos Abrantes a Paris. Regressaram a Lisboa com Álvaro Cunhal, Luís Cília e José Mário Branco naquele que ficou conhecido como o "avião da Liberdade". Em 1977, Conceição Matos foi testemunha de acusação no julgamento da agente Madalena Oliveira e no do inspector Tinoco.  Trabalhou como funcionária do PCP até se reformar.

## Reconhecimento
- Foi homenageada por Zeca Afonso na canção Na rua António Maria, que lhe ofereceu o texto da canção.[21][22]
- Participou no documentário "48" da realizadora portuguesa Susana Sousa Dias, onde falou sobre o período em que foi torturada pela PIDE. [19][23]
- Está entre os 47 casos escolhidos para a exposição “A voz das vítimas”, no Aljube.[24]

## Ligações Externas
- Museu do Aljube - Testemunhos Domingos Abrantes e Maria da Conceição Matos
- Programa Grande Entrevista: Conceição Matos e Domingos Abrantes
- Programa de Rádio No Limite da Dor
- Letra e Música na Rua António Maria de Zeca Afonso
- As Grades que nos Guardaram - Arquivo RTP
- Mulheres - Arquivo RTP
- Os Clandestinos - Arquivo RTP